# Milavče
Milavče (en allemand : Milawetsch) est une commune du district de Domažlice, dans la région de Plzeň, en République tchèque. Sa population s'élevait à 610 habitants en 2017.

## Géographie
Milavče se trouve à 5 km au nord-est du centre de Domažlice, à 42 km au sud-ouest de Plzeň et à 125 km à l'ouest-sud-ouest de Prague.
La commune est limitée par Blížejov au nord et au nord-est, par Zahořany au sud-est et au sud, et par Chrastavice à l'ouest.

## Histoire
La première mention écrite de la localité date de 1302.
Le 24 août 2021, une collision ferroviaire a lieu à Milavče. Trois personnes sont tuées et 67 autres sont blessées.

## Administration
La commune se compose de trois quartiers :
- Božkovy
- Milavče
- Radonice